# Pitraea cuneato-ovata
Pitraea cuneato-ovata là một loài thực vật có hoa trong họ Cỏ roi ngựa. Loài này được (Cav.) Caro miêu tả khoa học đầu tiên năm 1961.